# Juan José de Goycolea
Juan José de Goycolea Zañartu (Santiago, 1762-Santiago, 1831) fue un agrimensor y político chileno.

## Vida
Era hijo de Juan Ignacio Goycolea Oñederra, regidor perpetuo de Santiago, alcalde de aguas y juez de abastos, y de Teresa Zañartu Barrenechea.
Educado en el Colegio Carolino, obtuvo luego el título de agrimensor en la Real Universidad de San Felipe, equivalente más tarde, al de ingeniero. Fue discípulo del arquitecto italiano Joaquín Toesca. 

### Matrimonio
Se casó con María del Carmen Guerola y Vicuña en 1799.

## Vida pública
- Fue Comisionado por el Gobernador Luis Muñoz de Guzmán, para practicar un reconocimiento de las obras destinadas al canal Maipo (1802).
- Construyó, entre 1804 y 1808, el Palacio de la Real Audiencia de Santiago.
- Finalizó la construcción en 1807 del Palacio del Real Tribunal del Consulado de Santiago.
- Confeccionó los planos del cementerio de San Juan de Dios, situado a seis cuadras al sur de la Cañada, frente a la calle de Las Matadas, hoy Santa Rosa, en el año 1805.

Desde 1806 estuvo a cargo en la construcción de la nueva reedificación de la Iglesia de Santa Ana, en Santiago de Chile.
En el ámbito político fue Militante del Bando Realista.
- Participó y firmó el Reglamento para el Arreglo de la Autoridad Ejecutiva Provisoria de Chile (1811).
- Diputado por Santiago, al primer Congreso Nacional (1811).

El 26 de agosto de 1819 el Senado acordó que se nombrara por el director Supremo una comisión dedicada al establecimiento de cementerios en todos los pueblos; y entre los miembros de la citada comisión estuvo don Jan José Goycoolea. El golpe militar dirigido por José Miguel Carrera lo despojó de su cargo, luego desapareció de la escena pública.[cita requerida]